# Carl Hindrich Ehrenberg
Carl Hindrich Ehrenberg, född 1728, död 6 mars 1801 i Skirö, Jönköpings län, var en svensk klockare och allmogemålare.
Ehrenberg är representerad vid  Nordiska museet med en kulturhistoriskt mycket märklig oljemålning från 1782. Målningen skildrar människans åldrar och en bondebegravning på Skirö kyrkogård, den är full av sakligt intressanta detaljer.